# Abdallah El-Ghalib
Pour les articles homonymes, voir Moulay Abdallah.
Abdallah El-Ghalib (عبد الله ﺍﻟﻐﺎﻟﺐ) aussi appelé Moulay Abdallah, né en 1517 et mort le 1er février 1574, est un sultan de la dynastie saadienne qui a régné de 1557 à 1574. 

## Biographie
Moulay Abdallah est le troisième fils de Mohammed ech-Cheikh, premier sultan saadien, et de sa première épouse Sayyida Rabia al-Sâadiya de Tidsi, mais ses deux frères aînés sont morts en 1550 et en 1551. Précédemment vice-roi de Marrakech et gouverneur de Fès, il a 40 ans quand il devient sultan et reçoit alors le surnom de Billah al-Ghalib soit « Par Dieu Vainqueur ».
Peu de temps après, trois de ses petits frères s'enfuient du pays et rejoignent les Ottomans. Parmi eux se trouvent Abu Marwan Abd al-Malik et Ahmed al-Mansour, qui succèderont tous deux à Abdallah el-Ghalib sur le trône du Maroc. Ils passent 17 ans en exil dans l'Empire ottoman, entre la régence d'Alger et Constantinople, où ils reçoivent une formation ottomane.
Le siège de Mazagan en 1562 contre les Portugais, mené par son fils Muhammad al-Mutawakkil, est un échec.
Cependant, le règne du sultan Abdallah est relativement pacifique, tant vis-à-vis des Espagnols que des Ottomans d'Algérie, et il consolide la souveraineté marocaine.

## Sources
- de la Veronne Chantal, « Relations entre le Maroc et la Turquie dans la seconde moitié du XVIe siècle et le début du XVIIe siècle (1554-1616) ». In: Revue de l'Occident musulman et de la Méditerranée, N°15-16, 1973. Mélanges Le Tourneau. II. pp. 391-401.